# 堀内雅生
堀内 雅生（ほりうち まさお、1969年（昭和44年11月13日-）は日本の実業家、税理士。USEN-NEXT HOLDINGSやその子会社の監査役やサイバーエージェントの社外取締役監査等委員を務める。早稲田大学大学院経営管理研究科の経営管理修士（MBA）取得者。

## 来歴
日本インベストメント・ファイナンス（現大和企業投資）に入社し、当時宇野康秀が社長を務めていたインテリジェンス（現パーソルキャリア）に転じる。インテリジェンス在籍中にサイバーエージェントの社外監査役に就任し、以降サイバーエージェントが監査等委員会設置会社に移行するまで社外監査役を、移行後は社外取締役監査等委員を兼務する。
2009年に宇野が社長を勤めていたUSEN（初代法人）に移籍して同社の内部統制室長となる。2010年に税理士となり、同年にU-NEXT（初代法人）の取締役に就任し、U-NEXTとUSENの経営統合まで在任した。
USENとの経営統合でU-NEXT（初代法人）が持株会社化し商号を変更して成立したUSEN-NEXT HOLDINGSにおいては取締役を辞任し、常勤監査役に就任する。

## 経歴
- 1992（平成4）年
  - 4月：日本インベストメント・ファイナンス（現大和企業投資株式会社）入社
- 1995（平成7）年
  - 4月：株式会社インテリジェンス（現パーソルキャリア）入社
- 1998（平成10）年
  - 3月：株式会社サイバーエージェント社外監査役就任。
- 2009（平成21）年
  - 4月：株式会社USEN（初代法人）入社。同社内部統制室長就任。
- 2010（平成22）年
  - 5月:税理士登録
  - 12月:株式会社U-NEXT（初代法人）取締役管理本部長就任。
  - 12月:株式会社U-NEXTマーケティング監査役兼任（現任）。
- 2016（平成28）年
  - 12月:株式会社U-NEXT（初代法人）取締役総合企画室長就任[1]。
- 2017（平成29）年
  - 1月：Y.U-mobile株式会社監査役就任（現任）。
  - 7月：株式会社U-NEXT（初代法人）取締役辞任[2]。同社監査役就任（現任）。
  - 7月: 株式会社USEN ICT Solutions監査役就任（現任）。
  - 12月:株式会社U-NEXT（初代法人）、株式会社USEN-NEXT HOLDINGSに商号変更。
  - 12月:株式会社サイバーエージェント社外取締役 監査等委員に就任。
- 2018（平成30）年
  - 早稲田大学大学院経営管理研究科 経営管理修士（MBA）取得。

## 参考資料
- 『2014年12月有価証券報告書』（プレスリリース）U-NEXT（現USEN-NEXT HOLDINGS）、2015年3月30日。2019年4月24日閲覧。
- 『2018年8月有価証券報告書』（プレスリリース）USEN-NEXT HOLDINGS、2018年11月30日。2019年4月24日閲覧。
- 『第10回定時株主総会招集ご通知』（プレスリリース）USEN-NEXT HOLDINGS、2018年3月13日。2019年4月24日閲覧。